# Algebraická grupa
Algebraická grupa je objekt z matematiky, přesněji z teorie grup a algebraické geometrie.

## Definice
Algebraická grupa je grupa {\displaystyle G}, která je současně algebraickou varietou a grupová operace i inverze jsou regulární zobrazení.

## Lineární algebraické grupy
Lineární algebraická grupa je podgrupa {\displaystyle G} obecné lineární grupy
{\displaystyle GL(n,F)} nad tělesem {\displaystyle F}, taková, že existuje množina {\displaystyle \Lambda } polynomů ve složkách matice {\displaystyle a_{ij}} takových, že 
{\displaystyle G=\{A;\,\,f(A)=0\,\,\forall f\in \Lambda \}.}
Příkladem lineárních algebraických grup je obecná lineární grupa, speciální lineární grupa, ortogonální grupa a symplektická grupa. Tyto grupy se nad reálnými a komplexními čísly také nazývají klasické grupy.